# 47. Tony-gála
A 47. Tony-gála az 1992/1993-as szezon legjobb Broadway színházi alakításait értékelte. A díjátadót 1993. június 6-án tartották a New York-i Gershwin Theatreben, a műsor házigazdája Liza Minnelli volt. A gálát az CBS televízióadó közvetítette élőben.

## Győztesek és jelöltek
A nyertesek félkövérrel jelölve.
| Legjobb színdarab | Legjobb musical |
| --- | --- |
| - Angyalok Amerikában – Tony Kushner - The Sisters Rosensweig – Wendy Wasserstein - Someone Who'll Watch Over Me – Frank McGuinness - The Song of Jacob Zulu – Tug Yourgrau | - A pókasszony csókja - Vértestvérek - The Goodbye Girl - The Who's Tommy |
| Legjobb színdarab újra a színpadon | Legjobb szövegkönyv musicalben |
| - Anna Christie - Szent Johanna - Alku - Wilder, Wilder, Wilder | - Terrence McNally – A pókasszony csókja - Peter Kellogg – Anna Karenina - Willy Russell – Vértestvérek - Pete Townshend, Des McAnuff – The Who's Tommy                                                                               |
| Legjobb férfi főszereplő színdarabban | Legjobb női főszereplő színdarabban |
| - Ron Leibman – Angyalok Amerikában (Roy Cohn) - K. Todd Freeman – The Song of Jacob Zulu (Jacob Zulu) - Liam Neeson – Anna Christie (Mat Burke) - Stephen Rea – Someone Who'll Watch Over Me (Edward)                                                                                     | - Madeline Kahn – The Sisters Rosensweig (Gorgeous Teitelbaum) - Jane Alexander – The Sisters Rosensweig (Sara Goode) - Lynn Redgrave – Shakespeare for My Father (Önmage) - Natasha Richardson – Anna Christie (Anna Christopherson) |
| Legjobb férfi főszereplő musicalben | Legjobb női főszereplő musicalben |
| - Brent Carver – A pókasszony csókja (Luis Molina) - Tim Curry – My Favorite Year (Alan Swann) - Con O'Neill – Vértestvérek (Mickey) - Martin Short – The Goodbye Girl (Elliot Garfield)                                                                                                   | - Chita Rivera – A pókasszony csókja (Aurora/Pókasszony) - Ann Crumb – Anna Karenina (Anna Karenina) - Stephanie Lawrence – Vértestvérek (Mrs. Johnstone) - Bernadette Peters – The Goodbye Girl (Paula McFadden)                     |
| Legjobb férfi mellékszereplő színdarabban | Legjobb női mellékszereplő színdarabban |
| - Stephen Spinella – Angyalok Amerikában (Prior Walter) - Robert Sean Leonard – Candida (Eugene Marchbanks) - Joe Mantello – Angyalok Amerikában (Louis Ironson) - Zakes Mokae – The Song of Jacob Zulu (Rev. Zulu/Mr. X, Itshe)                                                           | - Debra Monk – Redwood Curtain (Geneva) - Kathleen Chalfant – Angyalok Amerikában (Hannah Pitt/További szereplők) - Marcia Gay Harden – Angyalok Amerikában (Harper Pitt/Martin Heller) - Anne Meara – Anna Christie (Marthy Owen)    |
| Legjobb férfi mellékszereplő musicalben | Legjobb női mellékszereplő musicalben |
| - Anthony Crivello – A pókasszony csókja (Valentin) - Michael Cerveris – The Who's Tommy (Tommy) - Gregg Edelman – Anna Karenina (Constantine Levin) - Paul Kandel – The Who's Tommy (Ernie bácsi)                                                                                         | - Andrea Martin – My Favorite Year (Alice Miller) - Jan Graveson – Vértestvérek (Linda) - Lainie Kazan – My Favorite Year (Belle Steinberg Carroca) - Marcia Mitzman – The Who's Tommy (Mrs. Walker)                                  |
| Legjobb eredeti zene | Legjobb koreográfia |
| - A pókasszony csókja – John Kander (zene), Fred Ebb (dalszöveg) - The Who's Tommy – Pete Townshend (zene és dalszöveg) - Anna Karenina – Daniel Levine (zene), Peter Kellogg (dalszöveg) - The Song of Jacob Zulu – Ladysmith Black Mambazo (zene és dalszöveg), Tug Yourgrau (dalszöveg) | - Wayne Cilento – The Who's Tommy - Graciela Daniele – The Goodbye Girl - Vincent Paterson, Rob Marshall – A pókasszony csókja - Randy Skinner – Ain't Broadway Grand                                                                 |
| Legjobb színdarabrendező | Legjobb musicalrendező |
| - George C. Wolfe – Angyalok Amerikában - David Leveaux – Anna Christie - Eric Simonson – The Song of Jacob Zulu - Daniel J. Sullivan – The Sisters Rosensweig | - Des McAnuff – The Who's Tommy - Bill Kenwright, Bob Tomson – Vértestvérek - Michael Kidd – The Goodbye Girl - Harold Prince – A pókasszony csókja                                                                                   |
| Legjobb díszlettervezés | Legjobb jelmeztervezés |
| - John Arnone – The Who's Tommy - John Lee Beatty – Redwood Curtain - Jerome Sirlin – A pókasszony csókja - Robin Wagner – Angyalok Amerikában | - Florence Klotz – A pókasszony csókja - Jane Greenwood – The Sisters Rosensweig - Erin Quigley – The Song of Jacob Zulu - David C. Woolard – The Who's Tommy                                                                         |
| Legjobb látványtervezés | |
| - Chris Parry – The Who's Tommy - Howell Binkley – A pókasszony csókja - Jules Fisher – Angyalok Amerikában - Dennis Parichy – Redwood Curtain | |

### Különdíjak
- A legjobb körzeti színház: La Jolla Playhouse
- Tiszteletbeli Tony-díj: IATSE (International Alliance of Theatrical Stage Employees), Broadway Cares/Equity Fights AIDS
- Tony-különdíj: Oklahoma! (50. évforduló)

## Előadott számok és jelenetek
- Macskák
- Bolondulok érted
- Falsettos
- Guys and Dolls
- Jelly's Last Jam
- The Will Rogers Follies
- Vértestvérek
- The Goodbye Girl  ("Paula" - Bernadette Peters, Martin Short)
- A pókasszony csókja ("Where You Are" - Brent Carver, Chita Rivera)
- The Who's Tommy
- Angyalok Amerikában (Ron Leibman, Kathleen Chalfant)
- The Sisters Rosensweig (Jane Alexander, Madeline Kahn, Robert Klein)
- Someone Who'll Watch Over Me (Michael York, David Dukes)
- The Song of Jacob Zulu (K. Todd Freeman)

## Műsorvezetők
A gálán az alábbi műsorvezetők működtek közre:
- Bea Arthur
- Tom Bosley
- Matthew Broderick
- Ellen Burstyn
- Diahann Carroll
- Michael Crawford
- Tyne Daly
- Tammy Grimes
- Marvin Hamlisch
- Julie Harris
- Gregory Hines
- James Earl Jones
- Agnes de Mille
- Amanda Plummer
- Jonathan Pryce
- Mercedes Ruehl
- Ron Silver
- Lily Tomlin
- Tommy Tune
- Ben Vereen
- Barry Bostwick
- Liza Minnelli
- Bill Irwin
- David Shiner

## Fordítás
- Ez a szócikk részben vagy egészben  a(z)   47th Tony Awards című angol Wikipédia-szócikk fordításán alapul.  Az eredeti cikk szerkesztőit annak laptörténete sorolja fel. Ez a jelzés csupán a megfogalmazás eredetét és a szerzői jogokat jelzi, nem szolgál a cikkben szereplő információk forrásmegjelöléseként.